# Iwan Iwanowitsch Kowal-Samborski
Iwan Iwanowitsch Kowal-Samborski (russisch Иван Иванович Коваль-Самборский, ukrainisch Іван Іванович Коваль-Самборський; * 4. Septemberjul. / 16. September 1893greg. in Charkow, Russisches Kaiserreich, heute: Ukraine; † 10. Januar 1962 in der Sowjetunion) war ein russisch-ukrainischer Schauspieler beim sowjetischen und deutschen Film.

## Leben
Kowal-Samborski begann seine Laufbahn beim Zirkus. 1914 eingezogen, kämpfte er während des Ersten Weltkriegs an der osmanischen Front. Nach der Oktoberrevolution 1917 wandte er sich dem Theater zu und trat im zentralasiatischen Chudschand auf. Am Stadttheater von Samarkand setzte er seine Karriere fort. Dort schloss er sich der Roten Armee an, trat aber auch als Tänzer auf. 1920 kam Kowal-Samborski ins damalige Petrograd und setzte seine Theaterarbeit an dortigen Bühnen fort. Eine Tournee führte ihn wenig später nach Moskau.
Dort erhielt er 1922 sein erstes wichtiges Engagement vom Meyerhold-Theater. Zwei Jahre darauf wurde Iwan Kowal-Samborski zum Film geholt, wo er in einer Reihe von zentralen sowjetischen Filmen mitwirkte, die auch im westlichen Ausland großes Aufsehen erregten, darunter Schachfieber, Die Mutter, Miss Mend, Der Kellner aus dem Palast-Hotel, Moskau, wie es weint und lacht und Der gelbe Paß. Zu seinen wichtigsten Regisseuren dieser Frühzeit gehörten Wsewolod Pudowkin, Boris Barnet und Fedor Ozep.
Infolge dieser großen Erfolge wurde Kowal-Samborski 1927 nach Berlin geholt. Bis zum Ende der Stummfilm-Ära war er ein gefragter Darsteller von Haupt- wie tragenden Nebenrollen. Nebenbei wurde Iwan Kowal-Samborski auch an Berliner Bühnen wie dem Wallner-Theater beschäftigt. Im deutschen Tonfilm konnte sich Kowal-Samborski aus sprachlichen Gründen kaum durchsetzen. 1931 ging er für zwei deutsche Fassungen französischer Produktionen nach Paris, wo er in Marco, der Clown und in Großstadtnacht die jeweils männliche Hauptrolle spielte.
Die Machtergreifung in Deutschland ließ Iwan Kowal-Samborski in die Sowjetunion heimkehren. Dort konnte er zunächst seine Arbeit vor der Kamera fortsetzen, infolge der stalinistischen Säuberungswelle wurde er jedoch 1938 verhaftet und im Jahr darauf nach Kirgisien verbannt, wo er seine Theaterarbeit fortsetzte. 1949 ging Iwan Kowal-Samborski nach Grosny in Tschetschenien, wo er seine Arbeit als Regisseur und Schauspieler am Lermontow-Theater fortführte. 1955 kehrte Iwan Kowal-Samborski nach Moskau zurück. Infolge des XX. Parteitags der KPdSU, der die Entstalinisierung einleitete, trat Kowal-Samborski ab 1956 mit einigen kleinen Filmrollen auch wieder vor die Kamera.
Iwan Kowal-Samborski, der 1944 als Geehrter Künstler der Kirgisischen SSR ausgezeichnet worden war, war mit der Schauspielerin Klawdija Semjonowna Lungren verheiratet.

## Filmografie
- 1924: Wragi
- 1925: Schachfieber
- 1925: Sein Mahnruf (Jewo prisyw)
- 1926: Die Mutter
- 1926: Miss Mend (Miss Mend)
- 1926: Der Einundvierzigste (Sorok perwy)
- 1926: Posledni wystrel (Letzter Schuss)
- 1927: Der Kellner aus dem Palast-Hotel (Tschelowek is ristorana)
- 1927: Moskau, wie es weint und lacht (Djewuschka s korobkoj)
- 1927: Der gelbe Paß (Zluta knizka)
- 1928: Schinderhannes
- 1928: Das Spreewaldmädel
- 1928: Mary Lou
- 1928: Heut’ tanzt Mariett
- 1928: Ritter der Nacht
- 1928: Liebe im Kuhstall
- 1928: Mein Herz ist eine Jazzband
- 1929: Melodie der Welt (Dokumentarfilm)
- 1929: Cagliostro
- 1929: Im Taumel einer großen Liebe (auch Regie, nicht aufgeführt)
- 1929: Mascottchen
- 1929: Sprengbagger 1010
- 1930: Das Donkosakenlied
- 1930: Gehetzte Mädchen
- 1930: Eine Dirne ist ermordet worden
- 1930: Das Mädel aus U.S.A.
- 1930: Einbruch im Bankhaus Reichenbach
- 1930: Lohnbuchhalter Kremke
- 1930: Alraune
- 1931: Die große Attraktion
- 1931: Marco, der Clown
- 1932: Großstadtnacht
- 1934: Nastjenka Ustinowa
- 1935: Molodost
- 1935: Ljotschiki
- 1936: Odnaschdi ljetom
- 1936: Troje s odnoj ulzi
- 1937: Dotsch rodini
- 1937: Uschtschelje Alamassow
- 1938: Bolotnije soldati
- 1956: Prolog
- 1956: Ein Dichter (Poet)
- 1956: Guttapertschewi maltschik
- 1957: Leningrader Sinfonie (Leningradskaja simfonija)
- 1957: Sturm (Schtorm)
- 1957: Ein Kommunist (Kommunist)
- 1958: Das Jahr 18 (Wosemnazati god)
- 1958: Smena natschinajetzja w schjest
- 1959: Tierfänger (Swerolowi)
- 1959: Gefährliches Schweigen (Isprawlenomu werit)
- 1959: Anuschka
- 1960: Die grüne Patrouille (Seljonij patrul)